# David Servan-Schreiber
Pour les autres membres de la famille, voir Famille Servan-Schreiber.
David Servan-Schreiber est un médecin et docteur ès sciences français, né le 21 avril 1961 à Neuilly-sur-Seine et mort le 24 juillet 2011 à Fécamp. Il fut chargé de cours à l'université Lyon-I, et enseigna comme professeur de psychiatrie clinique à l'université de Pittsburgh.
En 2003, le grand public découvre le chercheur à l'occasion de la publication de son livre Guérir, destiné au travers de son expérience personnelle à explorer de nouvelles méthodes de lutte contre la maladie, notamment le cancer.
Il est le fils de Jean-Jacques Servan-Schreiber, fondateur de L'Express et homme politique des années 1970.

## Biographie

### Origines, formation et famille
Né en 1961, David Servan-Schreiber est membre de la famille Servan-Schreiber. Il est le fils aîné de Jean-Jacques Servan-Schreiber et de Sabine Becq de Fouquières. Il a trois frères : Franklin, Émile et Édouard.
Il commence ses études de médecine à la faculté Necker-Enfants malades, à Paris, en 1978 et les termine au Québec, à l'université Laval, en 1984. Il poursuit ensuite des études de spécialisation en médecine interne et en psychiatrie à l'hôpital Royal Victoria de Montréal (université McGill).
Plus tard, David Servan-Schreiber rejoint ses trois frères à l'université Carnegie-Mellon de Pittsburgh.
Il obtient un doctorat de neurosciences cognitives en 1990 avec une thèse intitulée les mécanismes neurobiologiques de la pensée et des émotions.
Des éléments de sa thèse, portant sur la simulation de l'influence des émotions sur les processus cognitifs au niveau neuronal sont publiés dans la revue Science.
De 1990 à 1993, David Servan-Schreiber est interne en psychiatrie clinique à l'institut psychiatrique de Pittsburgh.

#### Mort
David Servan-Schreiber meurt en 2011 d'une tumeur au cerveau et est enterré au cimetière de Veulettes-sur-Mer (Seine-Maritime).

## Publications

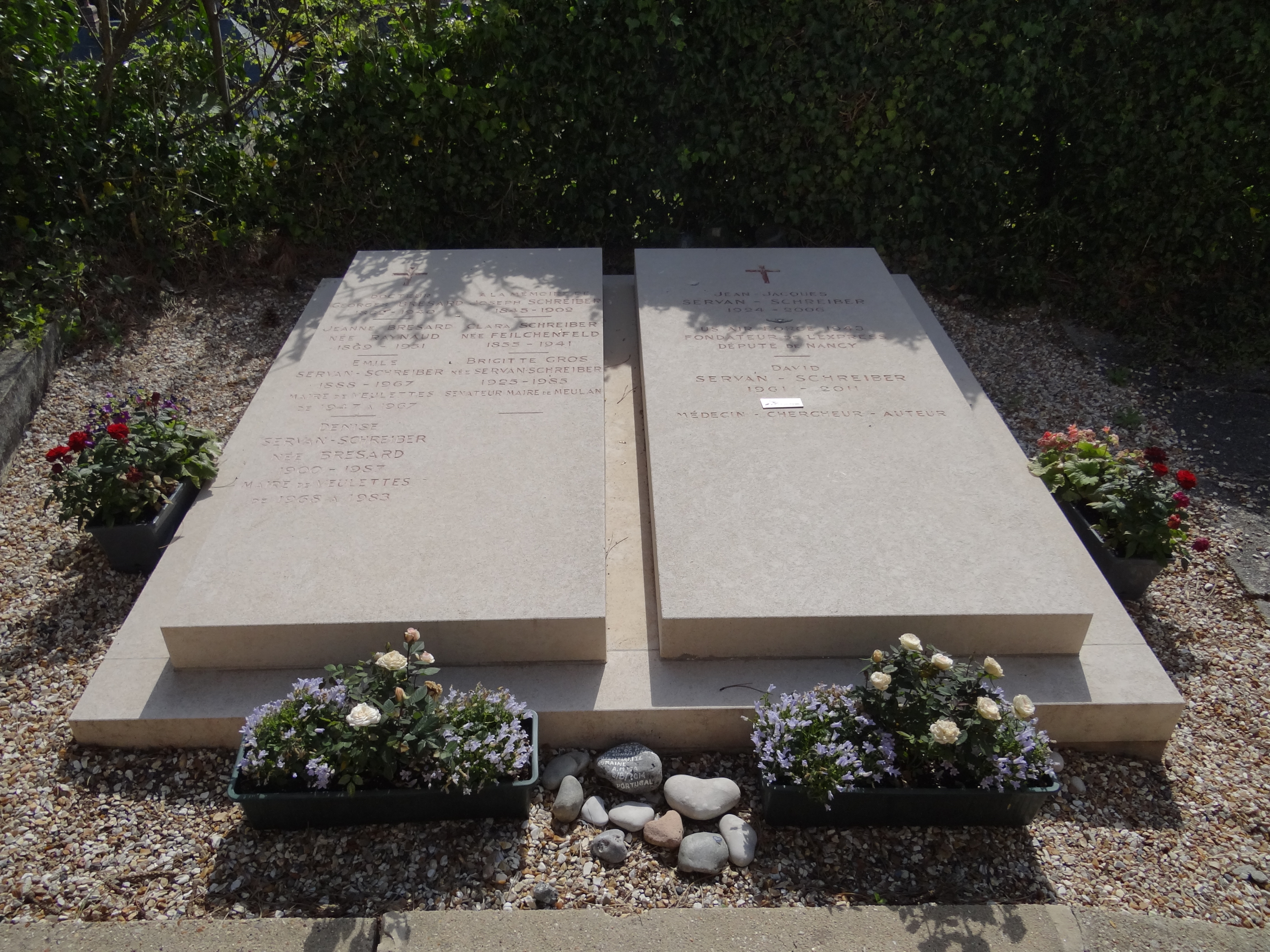
La tombe de David Servan-Schreiber au cimetière de Veulettes-sur-Mer (Seine-Maritime).

- Guérir, Éditions Robert Laffont, 2003, Pocket 2005
- Gérard Pons, Norman E. Rosenthal et David Servan-Schreiber (trad. de l'anglais), Soif de lumière : La luminothérapie : une solution à la dépression saisonnière, Genève-Bernex/Saint-Julien-en-Genevoix, Jouvence, 18 septembre 2006, 220 p. (ISBN 2-88353-515-9 et 978-2883535152)
- Anticancer : Prévenir et lutter grâce à nos défenses naturelles, Éditions Robert Laffont, 2007[6], Pocket 2009
- En collaboration avec Ursula Gauthier On peut se dire au-revoir plusieurs fois, Éditions Robert Laffont, 2011, Pocket 2012